# Pařezov
Pařezov település Csehországban, a Domažlicei járásban. Pařezov Otov, Ždánov, Postřekov és Nový Kramolín településekkel határos. Lakosainak száma 217 fő (2024. január 1.).

## Népesség
A település lakosságának változását az alábbi diagram mutatja:
| Lakosok száma | 336  | 359  | 353  | 153  | 95   | 144  | 178  | 190  | 210  | 217  |
|               | 1869 | 1900 | 1930 | 1961 | 1991 | 2011 | 2017 | 2019 | 2022 | 2024 |